# Foot Ball Club Spezia 1906 1982-1983
Questa pagina raccoglie le informazioni riguardanti il Foot Ball Club Spezia 1906 nelle competizioni ufficiali della stagione 1982-1983.

## Stagione
Nella stagione 1982-1983 Giovanni Fusani riprende in mano le redini della società spezzina, confermando Osvaldo Motto alla guida tecnica. Dopo una prima parte di campionato di livello discreto, alle spalle delle più forti, lo Spezia si smarrisce tra gennaio ed aprile, con una striscia negativa di 12 partite senza vittorie, composta da 4 pareggi e 8 sconfitte, che sprofondano gli aquilotti in zona retrocessione. Nel frattempo Evaristo Malavasi ha sostituito Osvaldo Motto sulla panchina, ma non basta per evitare la condanna, che arriva a fine maggio a Cerreto Guidi (3-2) alla penultima giornata. Miglior marcatore di stagione degli aquilotti con 8 reti Gian Paolo Visentin, delle quali 2 in Coppa Italia e 6 in campionato.
Lo Spezia scende mestamente sul campo tra i dilettanti nell'Interregionale, poi a luglio il ripescaggio che stempera la delusione e lo riporta in Serie C2, grazie alla rinuncia alla categoria del Banco di Roma. Nella Coppa Italia di Serie C lo Spezia prima del campionato disputa il girone H di qualificazione, che promuove la Sanremese ai sedicesimi di finale.

## Risultati

### Campionato

#### Girone di andata
| Arbitro: | Barbaraci (Cagliari) |

|                       |           |           |
| Castriconi 41’ (aut.) | Marcatori | 78’ Galli |

| Arbitro: | Frusciante (Como) |

|                 |           |              |
| G. Skoglund 31’ | Marcatori | 65’ Visentin |

| Arbitro: | Frigerio (Milano) |

|                                   |           |                                   |
| Becattini 38’ Visentin 77’ (rig.) | Marcatori | 25’ Spinella 33’ (rig.) Montarani |

| Arbitro: | Trillò (Milano) |

|                     |           |                     |
| Frara 20’ Ferri 87’ | Marcatori | 65’ (aut.) Zorzetto |

| Arbitro: | Giacomotti (Voghera) |

|               |           |  |
| Becattini 45’ | Marcatori |  |

| Arbitro: | Isola (Parma) |

|  |           |              |
|  | Marcatori | 58’ Di Staso |

| Arbitro: | Basile (Siracusa) |

|  |           |            |
|  | Marcatori | 39’ Vitale |

| Lucca 7 novembre 1982 8ª giornata | Lucchese             | 0 – 0 | Spezia | Stadio Porta Elisa\| Arbitro: \| Moschet (Conegliano) \| |
| Arbitro:                          | Moschet (Conegliano) |       |        |                                                          |

| Arbitro: | Predieri (Varese) |

|                                      |           |                                                 |
| Di Staso 7’ Visentin 42’ (rig.), 46’ | Marcatori | 11’ Novellini 35’ (aut.) Lestinge 88’ M. Congiu |

| Casale Monferrato 21 novembre 1982 10ª giornata | Casale            | 1 – 0 | Spezia | Stadio Natale Palli\| Arbitro: \| Frusciante (Como) \| |
| Arbitro:                                        | Frusciante (Como) |       |        |                                                        |

| Arbitro: | Grechi (Milano) |

|                       |           |               |
| Antelmi 17’ Ricci 82’ | Marcatori | 40’ Paraluppi |

| Arbitro: | Greco (Lecce) |

|  |           |              |
|  | Marcatori | 68’ De Fraia |

| Arbitro: | Ingargiola (Marsala) |

|                     |           |  |
| Visentin 23’ (rig.) | Marcatori |  |

| Arbitro: | Busceti (Taurianova) |

|             |           |  |
| Antelmi 32’ | Marcatori |  |

| Foligno 9 gennaio 1983 15ª giornata | Foligno           | 0 – 0 | Spezia | Stadio Comunale\| Arbitro: \| Mellino (Crotone) \| |
| Arbitro:                            | Mellino (Crotone) |       |        |                                                    |

| Arbitro: | Della Torre (Torino) |

|                                    |           |                                           |
| Benedetti 42’ Becattini 72’ (rig.) | Marcatori | 14’ Fraterna 29’ Pontis 32’, 40’ Cipriani |

| Arbitro: | Ciaccio (Napoli) |

|                       |           |  |
| Canessa 1’ Masoni 60’ | Marcatori |  |

#### Girone di ritorno
| Arbitro: | Isola (Parma) |

|                  |           |  |
| Ricci 58’ (aut.) | Marcatori |  |

| La Spezia 6 febbraio 1983 19ª giornata | Spezia              | 0 – 0 | Montecatini | Stadio Alberto Picco\| Arbitro: \| Squadrito (Catania) \| |
| Arbitro:                               | Squadrito (Catania) |       |             |                                                           |

| Arbitro: | Lamberti (Barletta) |

|                    |           |  |
| G. Poli 41’ (aut.) | Marcatori |  |

| Arbitro: | Satariano (Palermo) |

|              |           |             |
| Visentin 33’ | Marcatori | 88’ Rispoli |

| Arbitro: | Di Gennaro (Ercolano) |

|                |           |  |
| Capezzuoli 39’ | Marcatori |  |

| La Spezia 6 marzo 1983 23ª giornata | Spezia               | 0 – 0 | Savona | Stadio Alberto Picco\| Arbitro: \| Giacomotti (Voghera) \| |
| Arbitro:                            | Giacomotti (Voghera) |       |        |                                                            |

| Arbitro: | Bragagnolo (Torino) |

|                                      |           |  |
| Tognarelli 6’ Vitale 51’ Cassano 53’ | Marcatori |  |

| Arbitro: | Padovan (Gorizia) |

|  |           |             |
|  | Marcatori | 5’ Barducci |

| Arbitro: | Felicani (Bologna) |

|                  |           |              |
| Pillosu 60’, 76’ | Marcatori | 23’ Di Staso |

| Arbitro: | Valente (Monfalcone) |

|              |           |  |
| Guastella 1’ | Marcatori |  |

| Arbitro: | Agnelli (Siena) |

|                    |           |              |
| Paraluppi 38’, 50’ | Marcatori | 31’ Di Staso |

| La Spezia 1º maggio 1983 29ª giornata | Spezia              | 0 – 0 | Pontedera | Stadio Alberto Picco\| Arbitro: \| De Santis (Treviso) \| |
| Arbitro:                              | De Santis (Treviso) |       |           |                                                           |

| Arbitro: | Schiavon (Padova) |

|                                   |           |  |
| Molteni 14’ Villa 30’ Legnani 74’ | Marcatori |  |

| Arbitro: | Albertini (Voghera) |

|                    |           |              |
| Mureddu 18’ (rig.) | Marcatori | 6’ Becattini |

| La Spezia 22 maggio 1983 32ª giornata | Spezia        | 0 – 0 | Foligno | Stadio Alberto Picco\| Arbitro: \| Greco (Lecce) \| |
| Arbitro:                              | Greco (Lecce) |       |         |                                                     |

| Arbitro: | Baldas (Trieste) |

|                                     |           |                    |
| Rampanti 17’ Pontis 65’ Fratena 90’ | Marcatori | 30’, 43’ Becattini |

| Arbitro: | Mazzetti (Firenze) |

|                     |           |  |
| A. Sanna 90’ (aut.) | Marcatori |  |

### Coppa Italia

#### Girone H
| Arbitro: | Boschi (Parma) |

|                   |           |              |
| Visentin 39’, 49’ | Marcatori | 85’ Piscedda |

| Arbitro: | Novi (Pisa) |

|                            |           |  |
| Noferi 33’ (rig.) Azzi 74’ | Marcatori |  |

| Arbitro: | Rosati (Empoli) |

|              |           |  |
| Lestinge 75’ | Marcatori |  |

| Arbitro: | Da Pozzo (Monza) |

|                         |           |  |
| Vertova 10’ Melillo 42’ | Marcatori |  |

| Arbitro: | Mazzetti (Firenze) |

|                           |           |            |
| Di Staso 26’ Lestinge 60’ | Marcatori | 53’ Noferi |

| Arbitro: | Cassi (Pisa) |

|                        |           |  |
| Petrini 4’, 53’ (rig.) | Marcatori |  |